# Yukio Tsuda
Yukio Tsuda, född 15 augusti 1917 i Hyōgo prefektur, Japan, död 17 april 1979, var en japansk fotbollsspelare.